# Litoral (geografía)

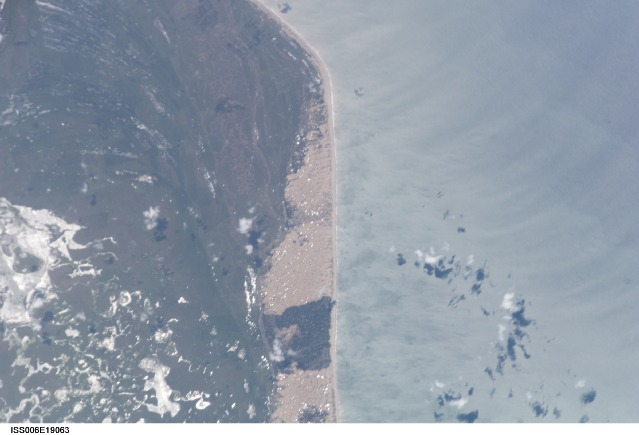
Paisaje de Dunas del Litoral Bonaerense

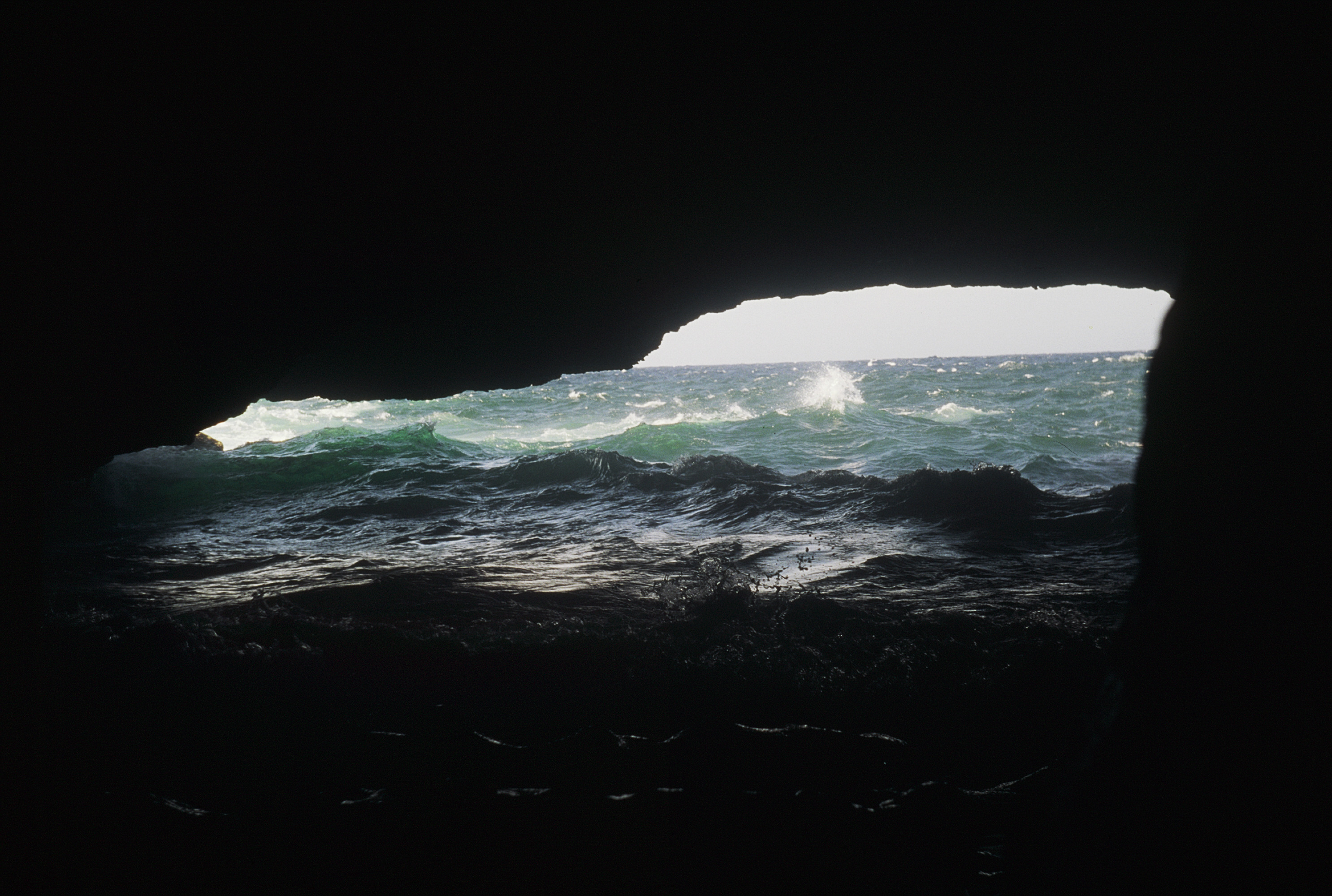
Erosión Litoral en la costa norte de Curazao (Barlovento)

El litoral constituye el área de transición entre los sistemas terrestres y los marinos. Conceptualmente es ecotono, una frontera ecológica que se caracteriza por intensos procesos de intercambio de materia y energía. Son ecosistemas muy dinámicos, en constante evolución y cambio.
De las razones que inciden en el considerable dinamismo del litoral destacan los procesos geomorfológicos dominantes, que diferencian dos tipos de costa, de erosión (acantilados) y de sedimentación (playas, arenales y humedales costeros). Los elevados aportes de sedimentos, materia orgánica e inorgánica procedente de las cuencas hidrográficas, producen un efecto fertilizador del litoral que determina altas tasas de productividad y que contribuye al mantenimiento de las redes tróficas.
La variedad y singularidad de los ecosistemas que constituyen el litoral hacen de este un espacio de alto valor ecológico, con una considerable diversidad biológica. Además, en la caracterización del litoral es necesario destacar los siguientes valores:
- Valor social, estético y patrimonial
- Valor económico, potencialidad y diversidad de recursos naturales
- Valor cultural.

La rigurosidad de las condiciones ambientales a las que se ven sometidas las comunidades biológicas litorales, provoca una marcada selección que favorece fenómenos de diferenciación y especiación. Esto confiere riqueza y originalidad, así como un considerable nivel de endemicidad a estos ambientes. Todo ello también repercute en su fragilidad. Por lo general, las comunidades biológicas litorales se disponen de manera zonal en bandas paralelas a la línea de costa.
Se pueden establecer transectos desde las áreas con menor influencia marina hasta las sumergidas totalmente en el agua.
En la península ibérica, existen diferencias notables entre la costa atlántica y la mediterránea:
- La vegetación de la costa mediterránea es históricamente más antigua que la atlántica, ya que esta sufrió una regresión durante los periodos glaciares. Tras el retroceso de los hielos, tienen lugar migraciones de flora mediterránea al litoral atlántico.

En el mar Mediterráneo, a diferencia del océano Atlántico, no se producen mareas vivas, esto trae consigo la ausencia de tramos de costa baja con grandes zonas de inundación por mareas.

## Fondos marinos litorales
Los fondos marinos litorales se extienden, desde la marea más baja, sobre la plataforma continental hasta el límite de la zona eufótica, donde penetra la radiación solar y son posibles los procesos fotosintéticos.
Es un ámbito particularmente rico en recursos biológicos, favorecido por los aportes de sedimentos procedentes de las cuencas hidrográficas y de afloramientos de los fondos. Esto provoca una mayor disponibilidad de nutrientes, como fosfatos y nitratos que son los principales factores limitantes de la producción primaria.

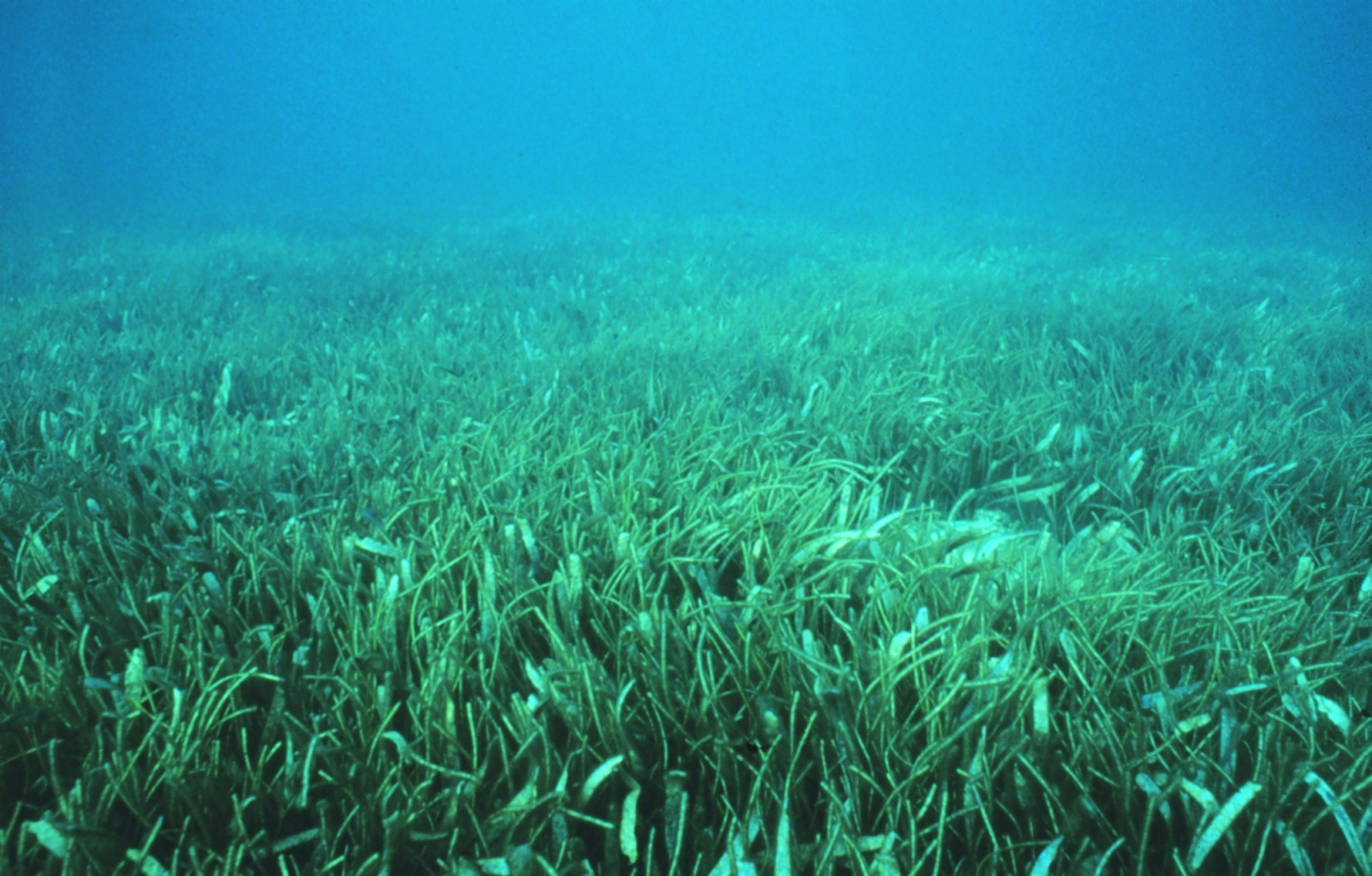
Pradera de fanerógamas marinas en Florida Keys National Marine Sanctuary

La variedad de ambientes sumergidos depende de las mareas, la concentración de nutrientes, el grado de penetración de la luz y el tipo de fondo o sustrato.
En función del tipo de fondo se distinguen dos tipos de ambientes:
- Fondos rocosos

Son la prolongación subterránea de los relieves rocosos terrestres.
Albergan una considerable diversidad de algas, esponjas,  cnidarios, moluscos, crustáceos, equinodermos y corales.
- Fondos arenosos

Las comunidades de más alto valor ecológico son las praderas de posidonia (fanerógamas marinas). La capacidad de fijación del sustrato de las posidonias origina praderas estables que ofrecen hábitat, alimento, refugio y lugares de cría a numerosas especies.
Las praderas son particularmente sensibles a impactos que originen su arranque y su enterramiento así como a la contaminación y a la introducción de especies y a las plagas.

## Acantilados
Se entiende por acantilados, los paredones que caen más o menos verticales sobre el mar. Su génesis está supeditada a presencia de relieves en la orilla marina y su evolución está determinada por el oleaje. Es un tipo de costa rocosa muy abundante en el litoral atlántico y gallego, así como en tramos de la costa mediterránea levantina y en las islas Baleares.
El perfil y evolución de los acantilados va a depender de la disposición que presentan los materiales frente a la línea de costa y a las características de los mismos (las arenas compactadas también dan origen a acantilados). Por su posición respecto a la línea de costa y por cómo se ven afectados por la dinámica marina litoral, se distinguen, de manera general, dos tipos de acantilados:
- Acantilados activos

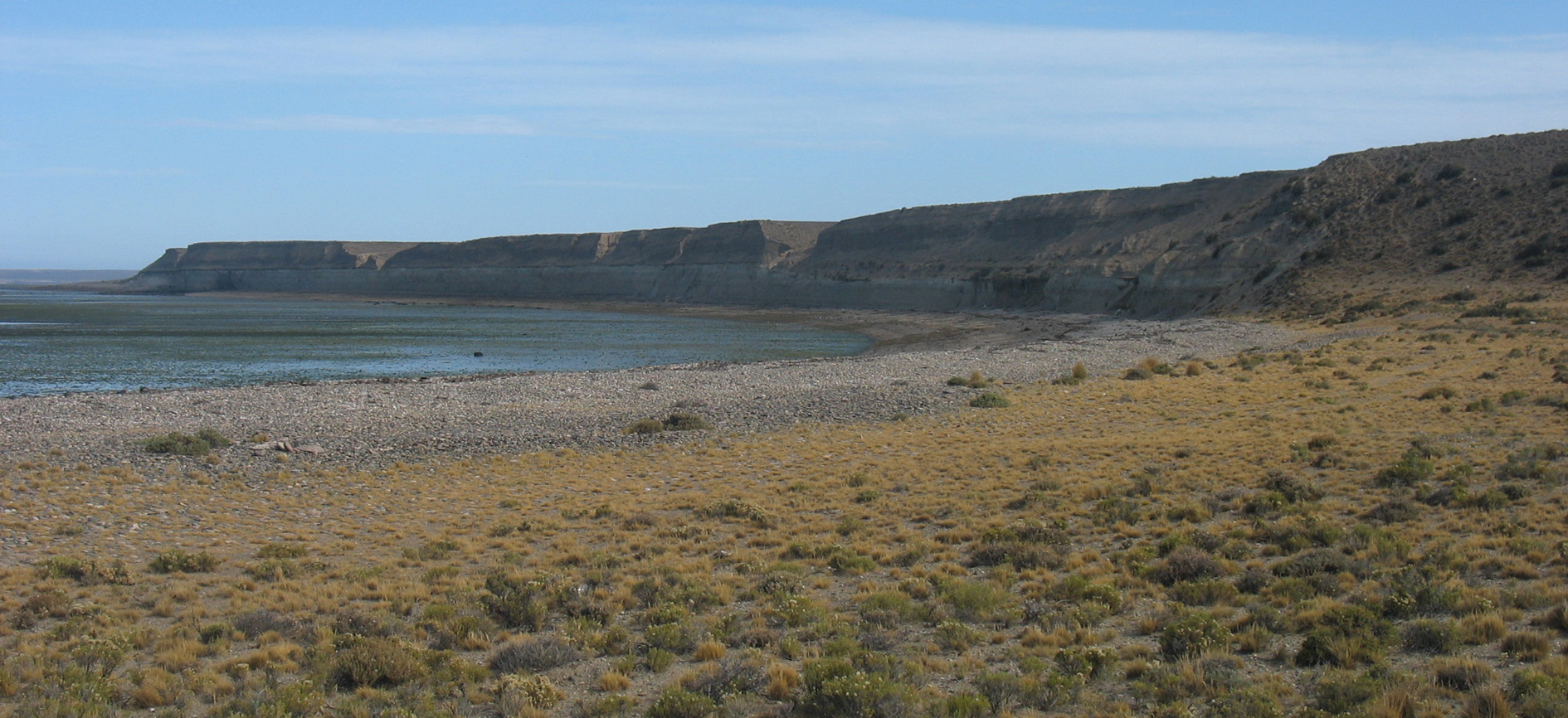
Vista hacia el sur desde Punta Guanaco. Se observan los acantilados activos.

Son acantilados sobre aguas profundas, su base está batida por el oleaje y los materiales erosionados no se depositan en su base, sino que son trasladados por las corrientes marinas.
- Acantilados inactivos

Son acantilados sobre plataformas arenosas, se sitúan fuera del alcance del oleaje y están retirados respecto a la línea de costa.
Los acantilados son en sí mismos ambientes poco acogedores para la vegetación, que solo puede desarrollarse en pequeñas grietas y rellanos. Además, la vegetación de acantilado muestra un grado alto de especialización, al estar sometida a condiciones ambientales rigurosas: exposición al viento, salinidad, escaso desarrollo edáfico y escasa disponibilidad hídrica.
La vegetación ofrece una distribución más de la zona. En la zona de impacto del oleaje tan solo viven algunos líquenes especializados, por encima se desarrolla una Vegetación halófila que va variando su disposición según su grado de tolerancia a la salinidad. Su importancia e interés para la conservación radica en la presencia de numerosos endemismos, muchos de ellos a nivel local.
En cuanto a la fauna, los acantilados son colonizados por numerosas aves marinas, ya que ofrecen lugares de nidificación y posadero.
Los acantilados, como medio terrestre abrupto que se introduce en el mar, junto con su papel como mirador u observatorio, son uno de los puntos de mayor atracción visual y paisajística del litoral.
La urbanización puede repercutir en la conservación de las comunidades vegetales y de las colonias de aves marinas, además de producir un considerable impacto paisajístico. La construcción de infraestructuras portuarias incide sobre la dinámica litoral de acantilado: acelerando su erosión o desactivando sus procesos de erosivos.

## Playas, arenales y sistemas dunares

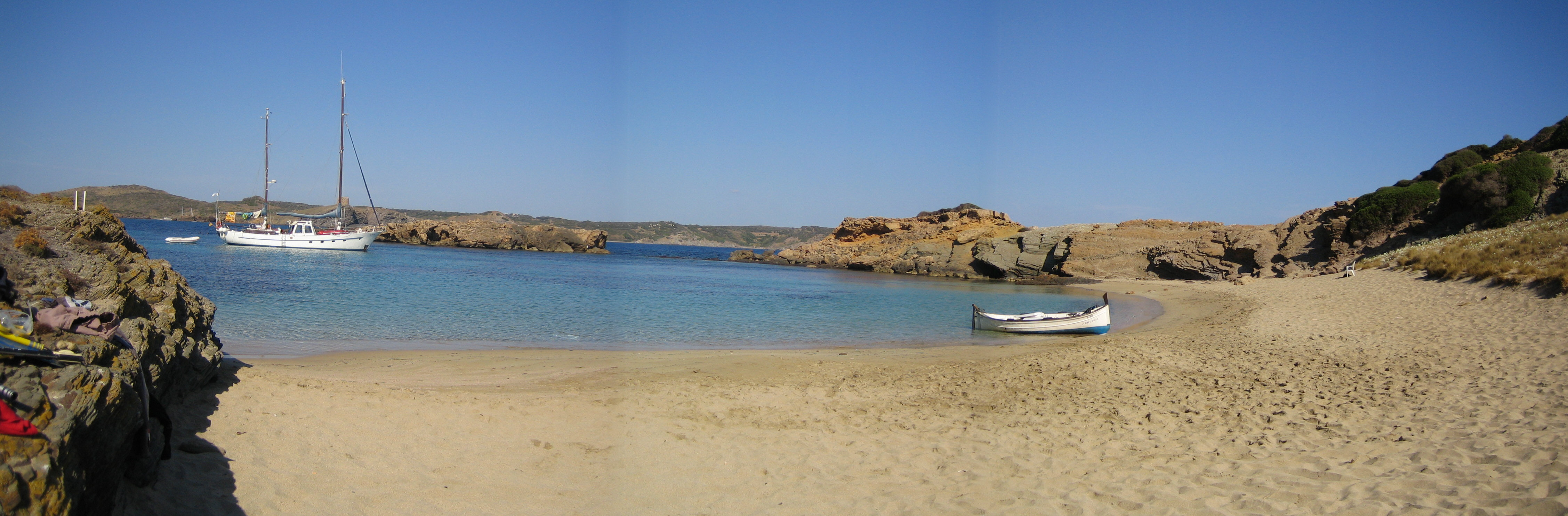
Playa de Menorca, Arenal d'en Mor

Las playas se corresponden con depósitos de arena modelados por las corrientes de deriva, las mareas y el oleaje. En las playas tendidas, es frecuente la formación de bajos arenosos o cordones litorales por la acumulación de grandes volúmenes de arena procedente de la erosión en otras zonas de la línea de costa y de los aportes de materiales fluviales.
Las playas suelen presentar una zona vegetal muy definida en bandas paralelas a la línea de costa, en función de dos factores determinantes: proximidad al mar y movilidad del sustrato.
Además, las comunidades vegetales deben adaptarse las duras condiciones de los sustratos arenosos, que en los primeros niveles de colonización se caracteriza por bajos niveles de materia orgánica y escasa disponibilidad hídrica. Generalmente, las playas están repaldadas por arenales y cordones dunares, su origen se debe a la erosión que ejerce el viento sobre las zonas supra e intermareales. El avance de la duna tierra adentro se caracteriza por la creciente degradación de su morfología y la creación de mantos arenosos o eólicos que pueden extenderse varios kilómetros. Las dunas costeras son una de las formaciones naturales que mejor representa el dinamismo y fragilidad de este tipo de medios. En ellas, se da una estrecha interrelación entre arena, viento y vegetación. Tienen una importante función de protección y conservación de los frentes costeros.
La tipología de las dunas, en función de su grado de evolución, es variada:
- Dunas embrionarias, vivas o móviles. Son dunas jóvenes, están en movimiento, avanzando generalmente tierra adentro. Su cubierta vegetal es escasa.
- Dunas fijas. Están colonizadas por la vegetación, lo cual frena el movimiento de la arena.
- Dunas fósiles. Dunas antiguas, con arenas consolidadas y fosilizadas por una formación superior.

En las dunas embrionarias y playas se desarrolla una vegetación pionera específica, de carácter psammófilo, capaz de ir reteniendo y fijando parcialmente la arena. Según un gradiente de bandas paralelas a la línea de costa, se van situando otras formaciones vegetales arbustivas y arbóreas (destacan los bosquetes de enebros y sabinas costeros).